# Antoni Cieciszowski
Antoni Cieciszowski herbu Kolumna (zm. 5 maja 1792 roku) – kasztelan połaniecki w latach 1783–1792, sędzia ziemski stężycki w latach 1765-1783, cześnik stężycki w latach 1764-1765, stolnik nowogrodzkosiewierski w 1757 roku.
W 1790 roku był członkiem Komisji Porządkowej Cywilno-Wojskowej dla ziemi stężyckiej. Odznaczony orderem Świętego Stanisława